# And He Had a Little Gun
And He Had a Little Gun è un cortometraggio muto del 1913 diretto da Frank Wilson.

## Trama
Un ragazzo gioca dei brutti scherzi col il fucile ad aria compressa di suo zio.

## Produzione
Il film fu prodotto dalla Hepworth.

## Distribuzione
Distribuito dalla Hepworth, il film - un cortometraggio di 122 metri - uscì nelle sale cinematografiche britanniche nell'aprile 1913.
Si conoscono pochi dati del film che, prodotto dalla Hepworth, fu distrutto nel 1924 dallo stesso produttore, Cecil M. Hepworth. Fallito, in gravissime difficoltà finanziarie, il produttore pensò in questo modo di poter almeno recuperare il nitrato d'argento della pellicola.